# Herb powiatu tarnobrzeskiego
Herb powiatu tarnobrzeskiego – jeden z symboli powiatu tarnobrzeskiego, ustanowiony 5 stycznia 2011

## Wygląd i symbolika
Herb przedstawia na tarczy dzielonej w słup w polu prawym sześć poziomych pasów: czerwonych i srebrnym, a w polu lewym błękitnym pod godłem herbu Leliwa cztery gwiazdy złote w dwa rzędy po dwie (symbolizujące gminy powiatu). Jest to nawiązanie do herbu ziemi sandomierskiej.